# Chad Faust
Chad Faust (Victoria, 1980. július 14. –) kanadai színész.
Hírnevet a 4400 című sorozatban, Kyle Baldwin szerepével tett szert.

## Válogatott filmográfia
- 2002: A tizenhetes csapdája (Try Seventeen)
- 2003: Nő előttem, nő utánam (Hope Springs)
- 2004: A rosszak jobbak (Saved!)
- 2004–2007: 4400 (The 4400)